# Dejan Kurbus
Dejan Kurbus, slovenski nogometaš, * 16. januar 1993.
Kurbus je profesionalni nogometaš, ki igra na položaju branilca. Od leta 2019 je član avstrijskega kluba USV Gabersdorf. Pred tem je igral za slovenske klube Muro 05, Zavrč in Muro, španska Zamoro in Sestao River ter avstrijski SV Allerheiligen. Skupno je v prvi slovenski ligi odigral 43 tekem in dosegel dva gola. Leta 2011 je odigral eno tekmo za slovensko reprezentanco do 19 let. 